# Зеланд (провинција)
Зеланд (хол. Zeeland – „Морска земља“) је провинција на југозападу Холандије која се граничи са холандским провинцијама Јужном Холандијом и Северним Брабантом и белгијским провинцијама Западном Фландријом, Источном Фландријом и (једним делом) са Антверпеном.
Зеланд се састоји од низа острва и полуострва, као и једног дела копна на југу. Острва и полуострва која сачињавају Зеланд су: 
- Јужни Бевеланд (полуострво)
- Валхерен (полуострво)
- Северни Бевеланд (острво)
- Толен (полуострво)
- Шоувен-Дујвеланд (острво)
- Синт Филипсланд (полуострво)

Главни град провинције је Миделбург, највећи је Тернеузен, а важна је и морска лука Влисинген. Број становника Зеланда је око 380.000.

## Историја
Зеланд је био насељен већ у време Римљана. Из тог периода потичу и скулптуре, између осталих и богиње Нехаленије, које су пронашли рибари са Источне Схелде (хол. Ооsterschelde).
Од средњег века је борба против воде лајтмотив који се провлачи кроз историју. Површина земље се наизменично смањивала и повећавала. Скоро цела провинција (осим појаса дина) налази се на нивоу или испод нивоа мора.
Миделбурх је до краја шеснаестог века био највећи трговачки град северног Низоземља, а до пред крај седамнаестог века, пети највећи град земље са између 27.000 и 30.000 становника (више становника од Хага и Утрехта). У току Другог светског рата Зеланд је више пута био од стратешке важности, због чега је неколико градова и области доста страдало услед борби, бомбардовања и поплава. Посебно се променио изглед острва Валхерен и центар Миделбурха.
У ноћи између 31. јануара и 1. фебруара 1953. Зеланд је био погођен Великом поплавом (хол. Watersnood). Да би се у будућности предупредила слична катастрофа, 1960. године почела је изградња комплекса брана и насипа за одбрану од воде (Делта план). Један од споредних резултата био је да су се везе са остатком Холандије приметно побољшале. Око овога се подигла велика прашина, посебно око затварања Источне Схелде.

## Језик
У прошлости се Зеланд састојао од неколико изолованих острва, те стога није чудно што свака област има сопствени дијалекат. Међутим, зеландска острва показују релативно јединство у језику. Зеландски је у основи прелазна варијанта холандског у западнофламански. У Зеландској Фландрији се говоре дијалекти који се доста разликују од зеландског: западнофламански на западу и у централном делу, источнофламански око Хулста. У већини села се различити дијалекти се и даље веома негују.

## Култура и фолклор
Аграрни Зеланд је дуго могао да очува сопствене културне изразе. Познате су зеландске народне ношње, које данас још увек носе старије жене, а облаче се често и за специјалне прилике. Сељаци на Валхерену (низ. Walcheren) одржавају традиционални спорт, алкарство: на празник у августу људи на (зеландским) коњима покушавају копљем да погоде прстен. Регионални производи, као карамеле са путером (низ. boterbabelars) и чајно пециво (низ. bolussen), често се повезују са Зеландом и туристи их радо купују. Затим, дијалекти се сматрају зеландским културним добром, а ова провинција се чврсто повезује са ортодоксним протестантима (низ. Gereformeerde Gemeenten).